# Гірнича промисловість Габону
Гірнича промисловість Габону є основою економіки країни.

## Загальна характеристика
Мінеральні ресурси Ґабону зіграли важливу роль в розвитку економіки країни. Частка гірничої промисловості у ВВП країни в 1990 р склала 47%. Ґ. експортує нафту, залізні і марганцеві руди та уран. Крім того, країна має потенціал для виробництва 15% світового видобутку ніобію, що забезпечує розвиток рудника біля Mabounie. Виняткові права надаються гірничодобувним фірмам через Міністерство Рудників, Енергії і Нафти (Ministry of Mines, Energy and Petroleum).

## Окремі галузі
Вуглеводні. Основне джерело прибутків країни — нафта, яку добувають в районі Порт-Жантіля з 1970-х років. Після відкриття нових родовищ в 1990-х роках обсяг видобутку нафти зріс до 20 млн т/рік. На початку XXI ст. сектор нафтовидобутку забезпечує приблизно 80% всього експорту і майже 70% ВВП. В Port Gentil працює нафтопереробний завод.
Марганець. Ґабон в кінці ХХ ст. є одним з провідних світових виробників марганцевої руди. Експлуатується родовище Мванда (Moanda) поблизу Франсвіля. У середині 1990-х років щорічний видобуток становив 2 млн т (більша частина експортувалася до США). Незважаючи на згортання видобутку на марганцевому руднику Moanda, Ґабон займає на початку XXI ст. 3-є місце у світі як виробник двоокису марганцю. У 2000 р видобуток становив 1,8 млн т марганцевої руди. Потужності для одержання аґломерату марганцю становлять 0,6 млн т/рік.
Уран. Ведеться видобуток уранової руди на родовищі Мунана біля Франсвіля (Francevillian), провінція Ogooue (600 т уранового концентрату на рік). Виснаження запасів, несприятлива кон'юнктура на світовому ринку і мала рентабельність привели до згортання уранового виробництва в 1999–2000 після приблизно 40 років його безперервного видобутку.
Золото. Видобуток золота в Ґабоні становить бл. 1 т/рік. Повні видобувні запаси золота Ґабону оцінені в 55 — 60 т, з яких 99% алювіального і елювіального походження. Видобуток золота від жильних родовищ не перевищує 400 кг. Найбільше виробництво сконцентроване в регіоні Етеке (Eteke).
Фосфорити. Для родовища Мабуні виконане ТЕО його освоєння, що передбачає будівництво рудника із збагачувальною фабрикою, які повинні протягом 20 років продукувати 2 млн т/рік високоякісного концентрату із вмістом P2O5 не менше 39%. Інвестори проекту — компанія Elf Gabon (23% акцій підприємства) і французька геологічна служба BRGM (15%), компанія з Великої Британії Reunion Mining (42%).
Алмази в Ґабоні видобувають в незначній кількості.